# سفيان بن عبد الله الثقفي
سفيان بن عبد الله بن أبي ربيعة بن الحارث بن مالك بن حطيط بن جشم الثقفي، صحابي، ولاه عمر بن الخطاب على صدقات الطائف وقيل أنه قد ولي الطائف، روى خمسة أحاديث.

## سيرته
هو سُفْيَان بنُ عَبْد اللّه بن أَبي ربيعة بن الحارث بن مالك بن حُطَيط بن جُشَم بن ثَقِيف، الثقفي من أهل الطائف، كان في الوفد أيضًا الذين قدموا على النبي من الطائف، وأسلم. استعمله عمر بن الخطاب على صدقات الطّائف، وتولى إمارة الطائف مدة قصيرة لما عزل عمر عثمان بن أبي العاص عنها، ونقل عثمان إِلى إقليم البحرين. وروى ابن أبي شيبة أن النبي استعمله على الطائف أيضًا.
روى عدة أحاديث عن النبي محمد، وروى عنه أولادُه: عاصم، وعبد الله، وعلقمة، وعمرو، وأبو الحكم، وعروة بن الزبير، ومحمد بن عبد اللّه بن ماعز، ونافع بن جبير.